# Schwarzwaldbahn (Badenia)

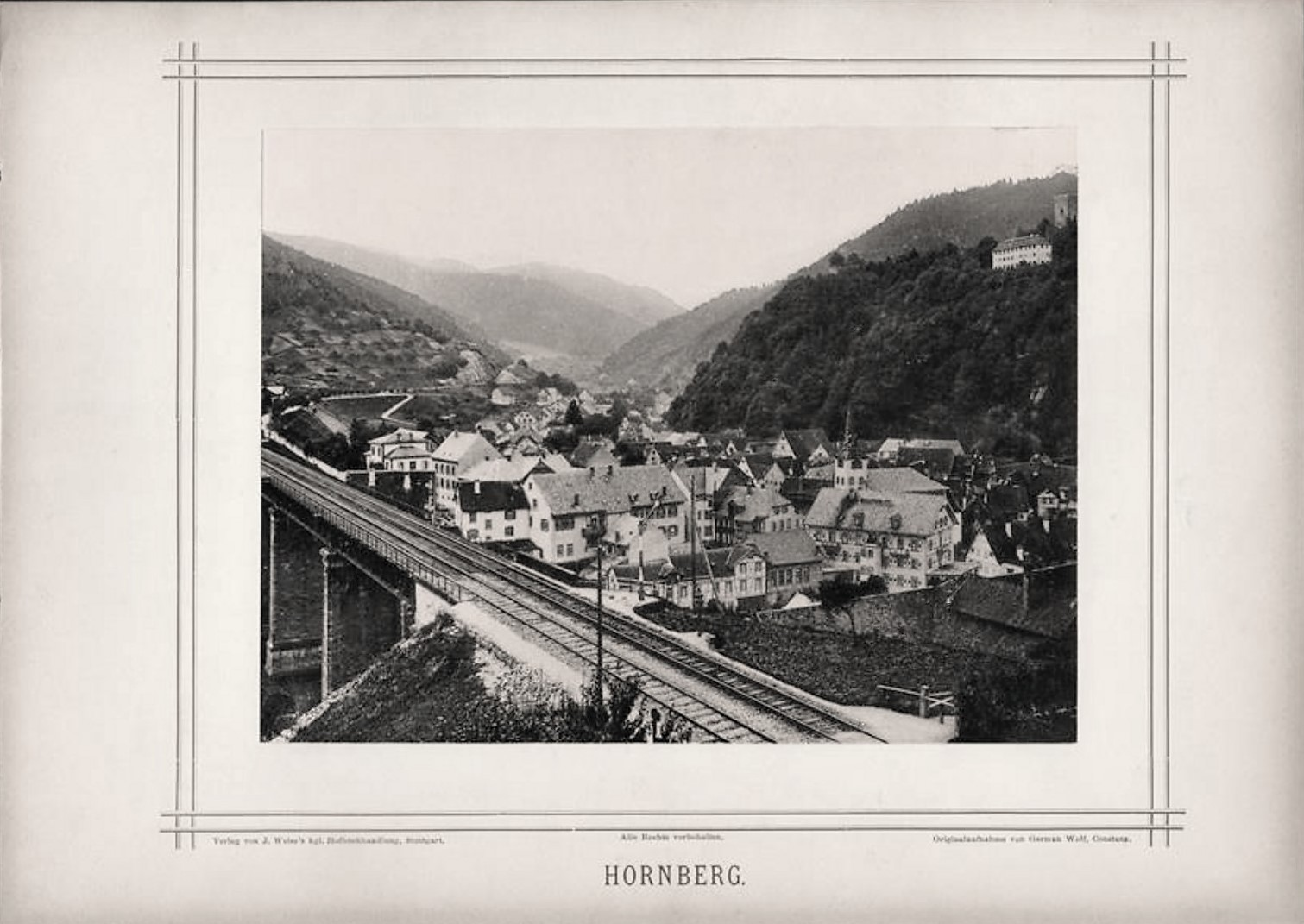
Wiadukt w Hornbergu (lata 80. XIX w.)

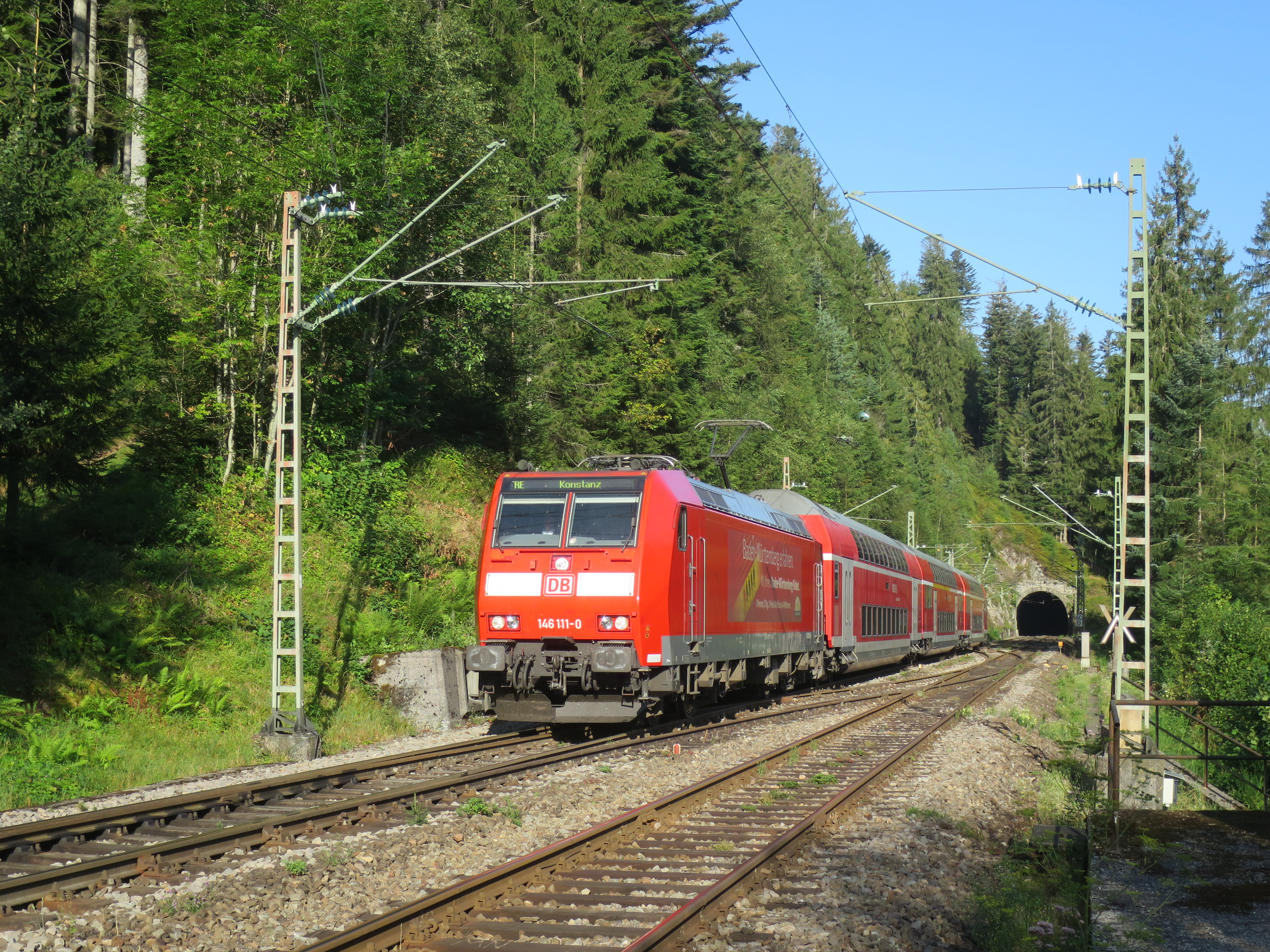
Pociąg na kilometrze 60,1

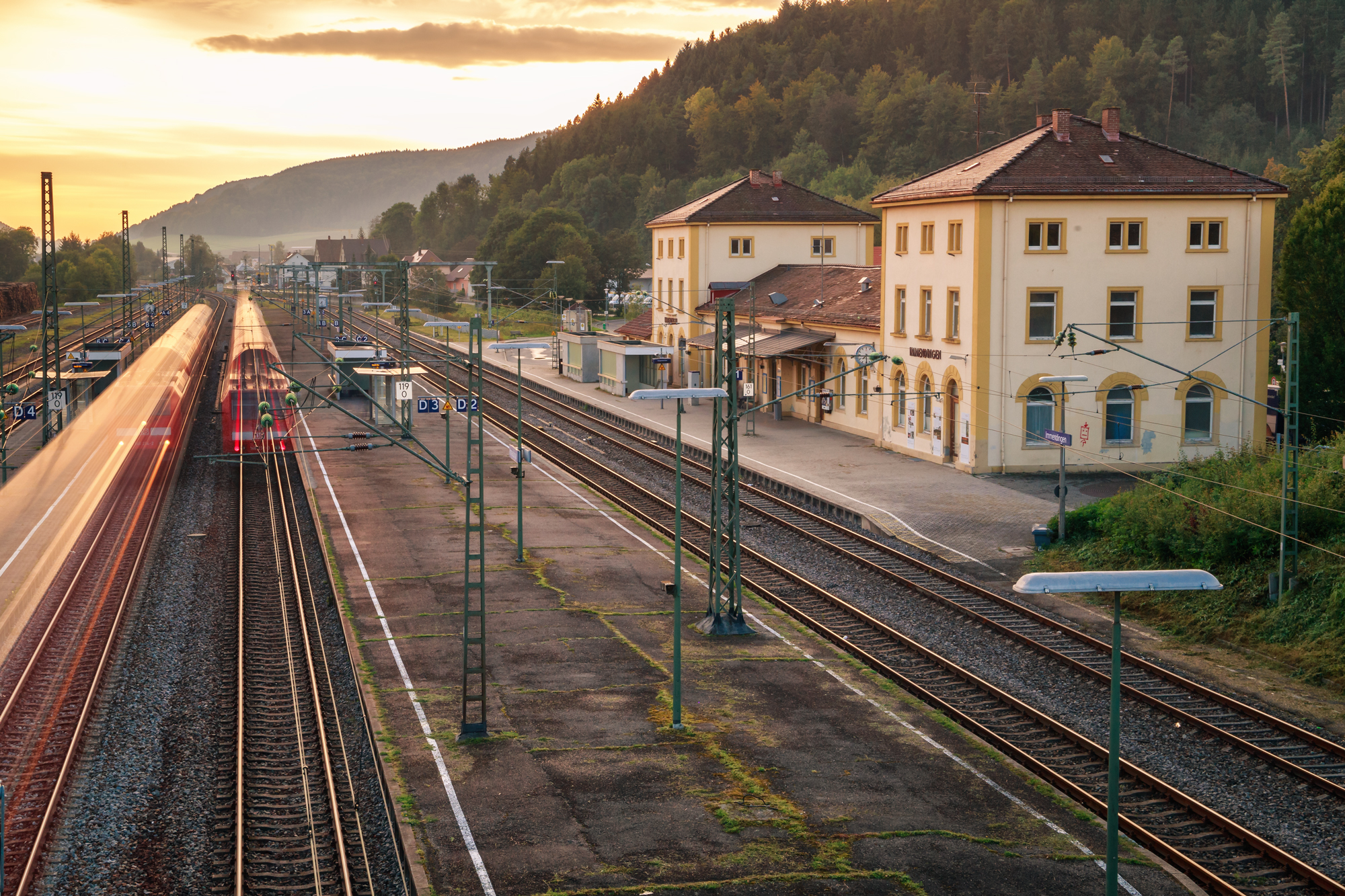
Dworzec w Immendingen

Schwarzwaldbahn (niem. Badische Schwarzwaldbahn) – dwutorowa, zelektryfikowana linia kolejowa w Badenii-Wirtembergii (Niemcy, Badenia). Biegnie od Offenburga, przez góry Schwarzwald do Singen. Według Deutsche Bahn, jako Schwarzwaldbahn, traktowana jest cała linia nr 720 do Konstancji.

## Historia

### Projekty
Budowa linii była planowana długo i w różnych wariantach, z których najważniejsze to:
- projekt Bregtal: z Offenburga przez Furtwangen, Vöhrenbach i Donaueschingen do Singen. Był to projekt najbardziej złożony technicznie, ale uzasadniony ekonomicznie (podłączenie do sieci kolejowej znaczącego ośrodka przemysłu precyzyjnego w Furtwangen). Budowa wymagałaby pokonania różnicy wysokości wynoszącej ponad 800 metrów, co trzeba by zrealizować licznymi pętlami. Wariant ten odrzucono jako pierwszy,
- projekt Schiltach: z Offenburga przez Hausach, Schiltach, Schramberg i Villingen do Singen. Wariant był najtańszy i przebiegał najniżej. Wadą był przebieg linii przez suwerenne terytorium Wirtembergii, co byłoby politycznie nie do przyjęcia i stało się przyczyną odrzucenia projektu,
- Sommeraulinie: wariant ostatecznie zrealizowany, z Offenburga przez Hausach, Hornberg, Triberg, St. Georgen i Villingen do Singen. Początkowo uważano go za technicznie niemalże niewykonalny, m.in. z uwagi na 600-metrową różnicę wysokości pomiędzy Hausach i Sommerau. Tylko pomiędzy miastami Hornberg i St.Georgen (11 km odległości w linii prostej) trasa musi pokonać różnicę wysokości 447 metrów. Rząd Badenii zdecydował się na ten wariant przy ostrej krytyce prasy badeńskiej (koszty) i plan zaakceptowano w 1862[1].

### Realizacja
Po kilku próbach ostateczny projekt przebiegu linii przedstawił Robert Gerwig w 1865, co (z uwagi na skalę trudności rozwiązania, serpentyny, mosty, wiadukty i znaczną liczbę tuneli) spowodowało, że stał się popularnym projektantem dróg żelaznych. Prace budowlane podzielono na trzy odcinki:
- Offenburg – Hausach,
- Hausach – Villingen
- Singen – Villingen[1].

Pierwsze prace wykonano na pierwszym odcinku w 1865. Trasę o długości 33 km oddano do użytku bez żadnych problemów w 1866. Po przeciwnej stronie w tym samym czasie ekipy budowlane pracowały w przeciwnym kierunku. Odcinek od Singen do Engen ukończono bezproblemowo w 1865. Większe trudności sprawiała część linii do Donaueschingen (dział wodny Dunaju i Renu). Konstruowanie dziewięćsetmetrowego tunelu Hattinger utrudniały kruche utwory skalne. Po trzech latach ukończono odcinek do Donaueschingen. Dalsza budowa (do Villingen) nie sprawiała problemów technicznych, dzięki czemu 15 czerwca 1868 można było otworzyć dla ruchu trzeci odcinek trasy. Największym wyzwaniem dla budowniczych był odcinek od doliny Kinzig przez Triberg do Villingen, gdzie linia prowadziła wysoko, przez skalisty i trudny technicznie teren. Prace przygotowawcze można było tutaj rozpocząć dopiero w połowie 1865, a zakończono je w 1873. 10 listopada 1873 ostatecznie spięto koleją dolinę Renu i Jezioro Bodeńskie. Całość kosztowała około 50 milionów marek (z tego odcinek Hornberg – Sommerau o długości około 29 kilometrów – 19 milionów marek). 65% kosztów pochłonęła budowa tuneli, których było 36. Najdłuższy Sommerau Tunnel kosztował niecałe trzy miliony marek. Gerwig zyskał w tym czasie światową sławę i w 1873 przeprowadził się do Szwajcarii, gdzie został inżynierem przy budowie Kolei Gottharda.

### Elektryfikacja
W 1972 rozpoczęły się prace nad elektryfikacją linii, choć plany w tym zakresie istniały już wcześniej. Elektryfikacja była dużym wyzwaniem dla konstruktorów, z uwagi na zbyt mały prześwit tuneli. Rozważano m.in. demontaż jednego z torów. Ostatecznie postanowiono obniżyć torowisko o pół metra. Musiano w tym celu rozebrać torowiska, usunąć 55 000 m³ żwiru i wysadzić 75 m³ skały. Z uwagi na niespodziewanie dużą twardość skał, zamiast planowanych 40 milionów marek, elektryfikacja odcinka Offenburg – Villingen kosztowała około 100 milionów marek. Pierwszy pociąg elektryczny przejechał po linii 28 września 1975.

## Tunele
Linia obfituje w tunele. Łącznie jest ich 39 i mają sumaryczną długość 10 720 metrów. Od północy (od strony Offenburga) są to:

- Rebbergtunnel (53 m),
- Glasträger Tunnel I (23 m),
- Glasträger Tunnel II (43 m),
- Glasträger Tunnel III (18 m),
- Niederwasser Tunnel (558 m),
- Tunnel beim 4. Bauer (313 m),
- Hochenacker Tunnel (41 m),
- Tunnel beim 3. Bauer (88 m),
- Letschenberg Tunnel (129 m),
- Röllerwald Tunnel (162 m),
- Eisenberg Tunnel (792 m),
- Spärle Tunnel (80 m),
- Obergieß Tunnel (175 m),
- Hippensbach Tunnel (265 m),
- Kurzenberg Tunnel (324 m),
- Mühlhaide Tunnel (64 m),
- Losbach Tunnel (185 m),
- Forellen Tunnel (64 m),
- Großhaide Tunnel (327 m),
- Kleiner Triberger Tunnel (92 m),
- Großer Triberger Tunnel (835 m),
- Gummambs Tunnel (339 m),
- Seelenwald Tunnel I (48 m),
- Seelenwald Tunnel II (69 m),
- Seelenwald Tunnel III (195 m),
- Gremmelsbach Tunnel (912 m),
- Gaisloch Tunnel (54 m),
- Hohnen Tunnel (327 m),
- Grundwald Tunnel (381 m),
- Krähenloch Tunnel (224 m),
- Sommerberg Tunnel (51 m),
- Farrenhalde Tunnel (313 m),
- Steinbis Tunnel (63 m),
- Tannenwald Tunnel (166 m),
- Tannenbühl Tunnel (25 m),
- Schieferhalde Tunnel (93 m),
- Sommerau Tunnel (1697 m),
- Möhringer Tunnel (180 m),
- Hattinger Tunnel (900 m), dwa ostatnie poza obszarem Tribergu[3].

Istniejący w przeszłości Kaiser Tunnel (zlokalizowany pomiędzy tunelami Forellen, a Großhaide) został zburzony w latach 1925–1926, ponieważ ulewny deszcz spowodował osunięcie się ziemi i uszkodzenie obiektu, w związku z czym zadecydowano o jego rozbiórce i głębszym wcięciu terenu.